# Sandy (cantante)
Sandy Leah Lima (Campinas, 28 de enero de 1983), conocida como Sandy, es una cantante, compositora y actriz brasileña. Entre 1990 y 2007, ella formó parte del dúo Sandy & Junior con su hermano menor Junior Lima. En 2010, fue lanzado su primer disco como solista, Manuscrito, certificado con platino en Brasil. En 2013, Sandy lanzó su segundo álbum de estudio, Sim. También incursionó en las actuaciones en cine, con un papel en O Noviço Rebelde (1997), y papeles protagónicos en AcQuária (2003) y Quando Eu Era Vivo (2014).  Sandy vendió más de 20 millones de álbumes durante su carrera.

## Inicio de la vida
Sandy Leah Lima nació en la ciudad de Campinas el 28 de enero de 1983. Ella es la primera hija de la empresaria Noely Pereira de Lima y del cantante Durval de Lima ("Xororó"). Influenciada por su padre, desarrolló en la infancia el gusto por la música y afirmó que "siempre supe que sería cantante". Su primer nombre fue elegido debido al personaje principal de la película Grease, Sandy Olsson. El nombre Leah es de origen bíblico. Su hermano Junior Lima nació el 11 de abril de 1984. Juntos formaron un doble musical y se presentaron públicamente por primera vez en 1989 en el programa Som Brasil de la Rede Globo. La grabadora PolyGram se interesó por el dúo y los invitó a firmar un contrato de tres álbumes en 1990.

## Carrera musical

### 1990—2007: Sandy & Junior

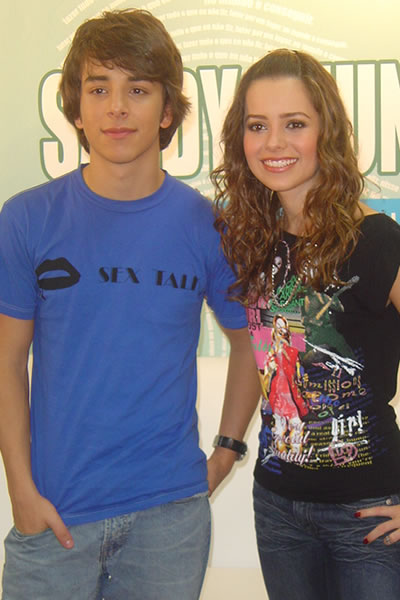
Sandy y Junior en 2004.

Sandy y Junior se convirtieron en un éxito entre el público infantil con los álbumes Aniversário do Tatu (1991), Sábado à Noite (1992), Tô Ligado em Você (1993), Pra Dançar com Você (1994) y Você é D+ (1995). En el inicio de la adolescencia, lanzaron los álbumes Dig-Dig-Joy (1996) y Sonho Azul (1997), que fueron certificados con oro y platino en Brasil, respectivamente. A los 14 años, Sandy fue escogida entre varias cantantes brasileñas para grabar la versión portuguesa de la canción "Vivo per Lei" (Vivo por Ella) al lado del tenor italiano Andrea Bocelli. A principios del año 2000, Sandy fue invitada a grabar con Enrique Iglesias el tema "You're My #1" en una versión inglés/portugués. El dúo alcanzó el auge del éxito entre finales de la década de 1990 y principios de la década de 2000, cuando sus álbumes Era Uma Vez... Ao Vivo (1998), As Quatro Estações (1999), Quatro Estações: O Show (2000) y Sandy & Junior (2001) vendieron más de un millón de copias y fueron certificados con multiplatino y diamante en Brasil. La revista IstoÉ Gente los describió como el "mayor fenómeno de la música pop brasileña". Sandy y Junior entonces expandieron su éxito para Europa y América Latina con el lanzamiento del álbum Internacional (2002). La revista Billboard y el sitio AllMusic elogiaron el álbum. A pesar de eso, el álbum no fue bien recibido por los críticos brasileños. El primer sencillo del álbum fue la canción "Love Never Fails" (su versión en español fue titulada "El Amor No Fallará"). La versión en español experimentó éxito en países como España, México, Chile, Argentina, Venezuela y Colombia. El dúo también tuvo un éxito moderado en países como Italia y Portugal. En 2003, se presentaron con éxito en el XLIV Festival Internacional de la Canción de Viña del Mar. A pesar del éxito inicial, los hermanos no quisieron dar continuidad a su carrera internacional, citando razones personales. En los álbumes Identidade (2003) y Sandy & Junior (2006), el dúo experimentó una mayor libertad creativa. En 2007, lanzaron su último proyecto como un dúo, titulado Acústico MTV.

### 2008—presente:Manuscrito,SimyMeu Canto

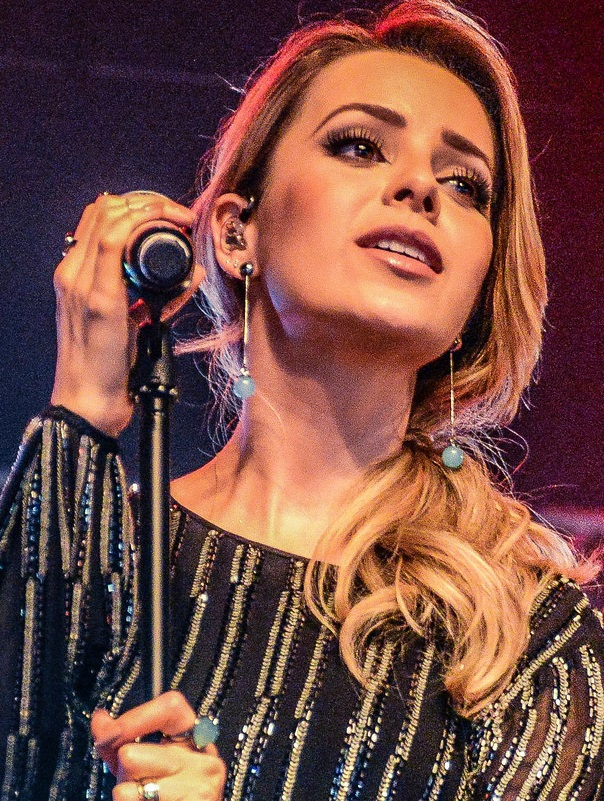
Sandy en su gira Meu Canto, 2017.

Después del fin de la dupla, Sandy dedicó el año 2008 y 2009 para componer canciones para su primer disco como solista. Desde el inicio de su carrera en solitario, Sandy ha lanzado material autoral. En mayo de 2010, Sandy regresa con su primer proyecto como solista, llamado Manuscrito. El álbum generó los sencillos "Pés Cansados" y "Quem Eu Sou" y fue certificado platino en Brasil. En septiembre de 2010, el álbum fue lanzado en Portugal. La gira Manuscrito comenzó en noviembre de 2010 y se cerró en diciembre de 2012. El show de la gira Manuscrito fue registrado y se convirtió en el primer álbum en vivo de Sandy, Manuscrito Ao Vivo (2011).
En junio de 2013, Sandy lanzó su segundo álbum de estudio, llamado Sim. El álbum generó los sencillos "Aquela dos 30", "Escolho Você" y "Morada" y alcanzó la novena posición en la parada de álbumes de Brasil. Sim fue recibido con críticas positivas. La gira Sim tuvo solo 17 presentaciones, ya que Sandy se embarazó pocos meses después de iniciarla. Su primer hijo, Theo Scholles Lima, nació en junio de 2014. En 2014, Sandy grabó un dueto con el cantante español David Bisbal en la canción "Hombre de Tu Vida", presente en el álbum Tú y Yo. En junio de 2016, ella lanzó su segundo álbum en vivo, Meu Canto, que generó los sencillos "Me espera" y "Respirar" y alcanzó la primera colocación en la parada de DVD de Brasil. En junio de 2017, Sandy apareció como artista invitada en el sencillo "Mesmo Sem Estar", del cantante Luan Santana. La canción fue un éxito y alcanzó la cuarta colocación en el chart Hot 100 Airplay de la Billboard Brasil. En noviembre de 2017, Sandy lanzó el sencillo "Nosso Nós". La canción fue escrita para la banda sonora de la telenovela Tempo de amar, de la Rede Globo.

## Características artísticas

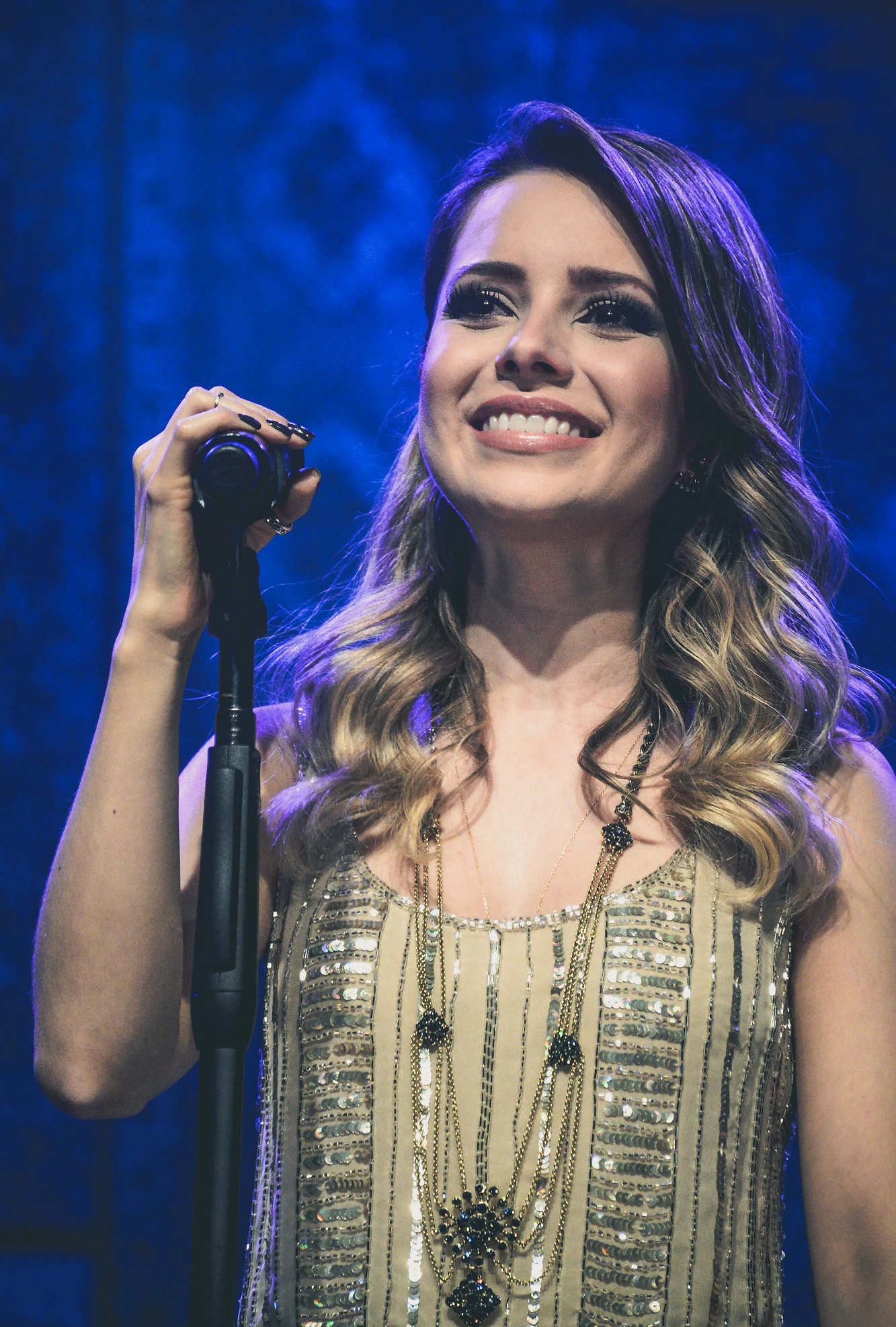
Sandy en su gira Teaser, 2015.

Sandy es conocida por su timbre dulce y suave, y es clasificada como una soprano. Al principio de su carrera con su hermano Junior Lima, Sandy interpretaba canciones del estilo sertanejo, ya que su padre es un famoso cantante del género y producía los álbumes del dúo. Con el tiempo, el dúo comenzó a elegir el estilo de música que le gustaría grabar. Entre el final de la década de 1990 y principios de los años 2000, Sandy y Junior se convirtieron en el "mayor fenómeno de la música pop brasileña", según la revista IstoÉ Gente. También incorporaron teen pop, dance-pop, R&B y pop rock en sus álbumes. En su primer álbum en solitario, Manuscrito, Sandy mostró elementos de música folk, pop y pop rock. Su segundo álbum de estudio, Sim, presenta una sonoridad pop con bastante influencia del piano. Amor es el tema principal de las canciones de Sandy, pero ella también aborda temas como melancolía, autoconocimiento y superación en sus composiciones. En su adolescencia en la década de 1990, las principales referencias de Sandy eran las cantantes Mariah Carey, Céline Dion y Whitney Houston. Después del lanzamiento de su primer álbum en solitario, citó a Coldplay, KT Tunstall, Nerina Pallot y Damien Rice como sus influencias musicales. Otros cantantes y bandas que influenciaron a Sandy incluyen Elis Regina, Ella Fitzgerald, Alanis Morissette, Gilberto Gil, Marisa Monte, Bon Iver, John Mayer, Muse, Sarah McLachlan y Norah Jones.

## Legado y reconocimientos
Sandy es una recordista en ventas de álbumes en Brasil, con más de 20 millones de álbumes vendidos. Durante su carrera, ella ganó varios premios, incluyendo el Prêmio da Música Brasileira, el Prêmio Multishow y los Melhores do Ano. Además, fue coronada como "Miss Simpatía" en el Festival Internacional de la Canción de Viña del Mar en 2003, y nominada al Premios Grammy Latinos en 2006. También en 2006, Sandy dejó la marca de sus manos en la calzada de la fama de Gramado, ciudad conocida como la capital del cine brasileño y latino. Ella fue considerada por la prensa como la "Princesa del Pop Brasileño" y un "icono pop". Sandy influenció a una generación de artistas en Brasil, incluyendo  Luan Santana, Anitta, Thaeme Mariôto, Lexa, Pabllo Vittar, Manu Gavassi, Paula Fernandes y Tatá Werneck.
Varios artistas de América Latina demostraron su admiración por Sandy, como Dulce María, Maite Perroni, Enrique Iglesias, David Bisbal, Christian Chávez y Lucero. El tenor italiano Andrea Bocelli la describió como "un ejemplo brillante de una promesa cumplida! De niña prodigio a artista adulta y madura, ella fue capaz de capitalizar sus talentos, a pesar de la responsabilidad, y vencer el riesgo potencial de una reputación obtenida en edad precoz. Cuando hicimos juntos Vivo por Ella, noté a una niña cantando. Algunos años después, cuando volvemos a trabajar juntos, encontré una artista madura y una mujer al mismo tiempo elegante y encantadora." El impacto de Sandy también puede ser percibido en los medios y redes sociales. En 2013, fue considerada una de las 100 celebridades brasileñas más influyentes por la edición brasileña de la revista Forbes. En 2014, Sandy fue la octava cantante más buscada en Google Brasil. En 2015, apareció en la lista de las 100 mujeres más influyentes de Twitter, publicada por The Huffington Post.

## Vida personal
En 1999, Sandy se enamoró del actor Paulo Vilhena, que era uno de los actores de la serie Sandy & Junior. Ellos terminaron la relación después de ocho meses y se volvieron amigos desde entonces. Entre 1999 y 2002, ella mantuvo una relación de idas y venidas con el músico Lucas Lima. En 2004, Sandy y Lucas se reaproximaron y, en 2008, se casaron en la ciudad de Campinas. En junio de 2014, el matrimonio tuvo su primer hijo, Theo Scholles Lima. Sandy se graduó en el curso de Letras por la Pontifícia Universidade Católica de Campinas (PUC-Campinas) en 2008. Sandy se involucró con más de 50 proyectos sociales durante su carrera.

## Filmografía

### Cine
Sandy estrenó en el cine interpretando al personaje Márcia en la película infantojuvenil de comedia O Noviço Rebelde (1997). La película fue visto por 1,5 millones de espectadores en Brasil. Ella tuvo su primera protagonista en cine en la película de aventura y ciencia ficción Acquária (2003). La película alcanzó 800 mil espectadores en Brasil y la performance de Sandy fue elogiada. En 2013, apareció en la película de comedia romántica Mato Sem Cachorro. Su segunda protagonista en el cine fue en la película de suspenso y terror Quando Eu Era Vivo (2014). Los críticos elogiaron la película y también la actuación de Sandy. Sandy hizo su primer doblaje en el cine para la versión brasileña de la película de animación Sing (2016). También actuó en la comedia romántica Evidencias Do Amor (2024) junto a Fábio Porchat. 

### Televisión
Durante su carrera, Sandy estuvo involucrada en diversos trabajos en la televisión. Sandy se estrenó como presentadora al lado de su hermano en el programa Sandy & Junior Show, exhibido por la Rede Manchete entre 1997 y 1998. Ella también realizó diversos trabajos como actriz en la televisión. La serie Sandy & Junior (1999—2002) retrataba de forma ficticia el cotidiano de Sandy, Junior y sus amigos y fue un gran éxito de audiencia en la Rede Globo. En 2001, Sandy protagonizó la telenovela Estrela-Guia, también de la Rede Globo. Su personaje era una huérfana hippie llamada Cristal. En 2006, ella protagonizó un episodio de la serie humorística A Diarista interpretando a sí misma. En 2012, protagonizó un episodio de la serie As Brasileiras en la Rede Globo y también presentó el programa Superbonita, del canal GNT. Ella también hizo diversas participaciones menores en otras telenovelas y seriados. Sandy estuvo presente en la bancada de jurados de dos temporadas del programa musical de competición Superstar (2015—16), de la Rede Globo.

## Discografía
Álbumes de estudio
- Manuscrito (2010)
- Sim (2013)
- Nós, Voz, Eles (2018)

Álbumes en vivo/DVD
- Manuscrito Ao Vivo (2011)
- Meu Canto (2016)

## Giras musicales
- Manuscrito (2010—12)
- Sandy canta Michael Jackson (2011—12)
- Sim (2013—14)
- Teaser (2015)
- Meu Canto (2016—17)
- Nós, Voz, Eles (2018—19)